# Max Vogler

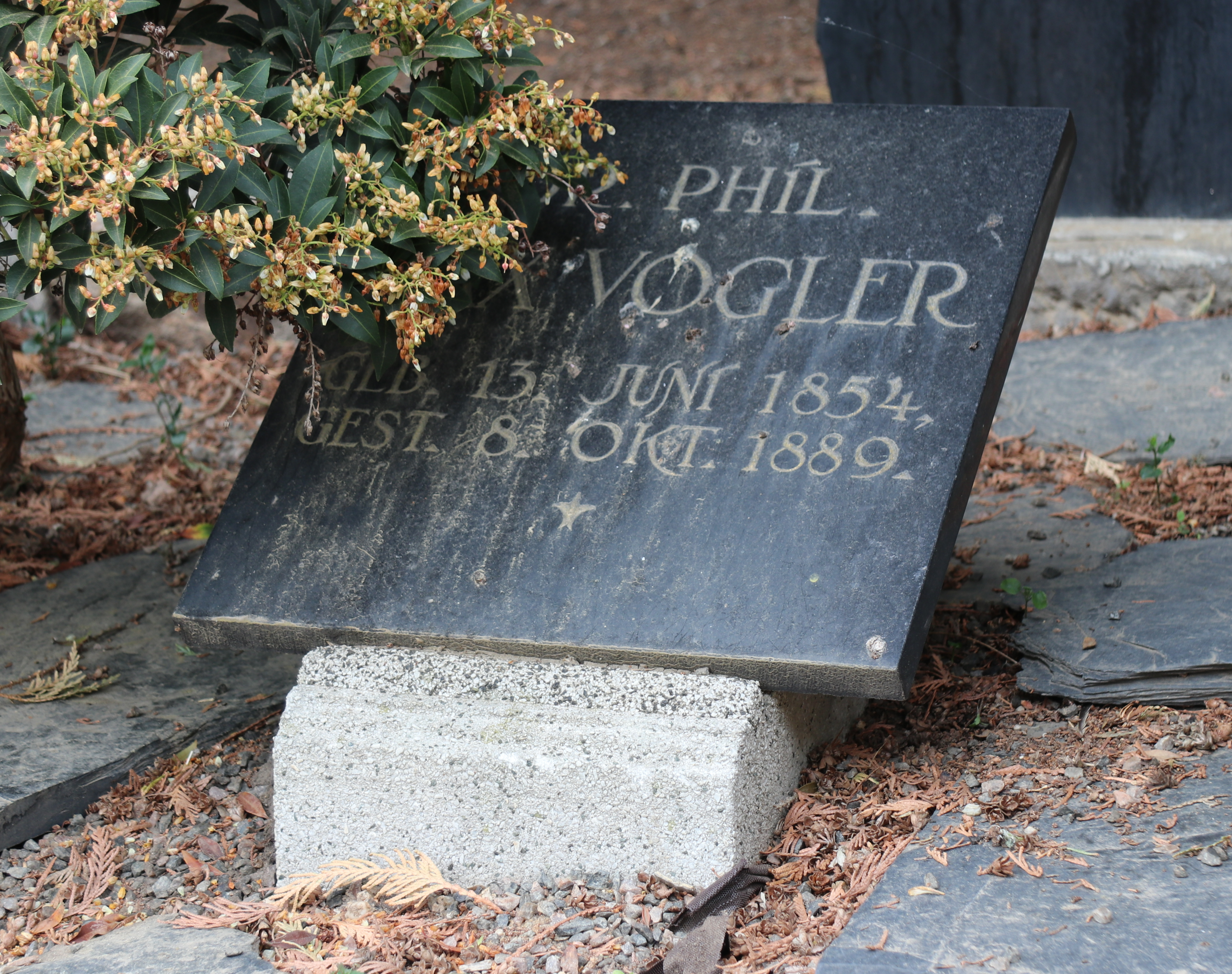
Max Vogler

Max Vogler, född 13 juni 1854 i Lunzenau i Sachsen, död där 8 oktober 1889, var lyriker och skönlitterär författare; recensent och litteraturhistoriker. Han levde och var verksam i Lunzenau.
Efter avlagd lärarexamen studerade Vogler filologi, filosofi samt historia vid universiteten i Zürich, Jena och Berlin. En av hans inriktningar blev Nordiska språk, vilket tog sig form i dissertationen Sjúrðar kvæði. Die färöischen Lieder von Sigurd 1877, en genomträngande beskrivning och analys av de färöiska Sigurdskvädet. Vogler lär ha fått sin inspiration till avhandlingen från sin lärare, professor Ludwig Ettmüller vid Zürichs universitet, vilken gjort sig förtjänt genom översättningar av fornnordisk litteratur samt som utgivare av diverse antologier inom det området. 
Vogler var skriftställare med socialkritisk och antiklerikal tendens under den ekonomiska uppsvingstiden (de s.k. grundaråren) efter Tyska kejsarrikets enande 1871. Vogler publicerade huvudsakligen i tidningar nära knutna till såväl socialdemokratin som fritänkarrörelsen. Kritiken riktar sig mot följderna av den alltmer ökande materialismen i och med den hastigt fortskridande industrialiseringen. Jämte skönlitterära alster skapade Vogler framför allt lyrik. Naturbilder tjänar där som metaforer för övervinnandet av ålagda tvång som orsakats av samhälleliga förändringar. Fritt tänkande och dygdigt handlande är de oeftergivliga grundtoner som nästan alltid vidlåder Voglers dikter.

## Romaner
- Der Herr Kommerzienrath, München 1883. ("Herr kommerserådet"). 
  - Berättelsens publicering fick en treårig rättegång till följd. Anklagelsen gällde förtal och uppvigling. Det resulterade i fängelsestraff för förläggare och bokhandlare samt konfiskation av alla exemplar.

- Im Dorf der Schmied, Leipzig 1887. ("Smeden i byn").
  - Berättelsen utspelar sig i Elsass och är ett bidrag för att övervinna schismerna mellan Tyskland och Frankrike.